# ベレ州
ベレ州(Région du Béré )はコートジボワール北西部のウォロバ地方東部の州。
州都はマンコノ。
2014年の人口は約39万人。

## 地理
- 北：ポロ州
- 東：ハンボル州
- 南東：グベケ州
- 南：マラウェ州
- 南西：高サッサンドラ州
- 西：ウォロドゥーグー州
- 北北西：バゴウェ州

## 行政区画
- Dianra
- Kounahiri
- マンコノ県